# Hato Tejas
Hato Tejas es un barrio ubicado en el municipio de Bayamón en el estado libre asociado de Puerto Rico. En el Censo de 2010 tenía una población de 41851 habitantes y una densidad poblacional de 2.956,77 personas por km².

## Geografía
Hato Tejas se encuentra ubicado en las coordenadas 18°24′30″N 66°10′40″O / 18.40833, -66.17778. Según la Oficina del Censo de los Estados Unidos, Hato Tejas tiene una superficie total de 14.15 km², de la cual 14.13 km² corresponden a tierra firme y (0.15%) 0.02 km² es agua.

## Demografía
Según el censo de 2010, había 41851 personas residiendo en Hato Tejas. La densidad de población era de 2.956,77 hab./km². De los 41851 habitantes, Hato Tejas estaba compuesto por el 77.86% blancos, el 11.05% eran afroamericanos, el 0.45% eran amerindios, el 0.26% eran asiáticos, el 6.69% eran de otras razas y el 3.69% pertenecían a dos o más razas o mestizos(as). Del total de la población el 98.93% eran hispanos o latinos de cualquier raza.